# 安傑洛·布魯諾
安傑洛·布魯諾（英語：Angelo Bruno，原名安杰洛·安纳洛罗〔Angelo Annaloro，義大利語：[ˈandʒelo annaˈlɔːro]〕，1910年5月21日—1980年3月21日）是一名西西里裔美國黑幫，最知名於當上費城犯罪家族的老大20年，直到他被刺殺身亡為止。由於布魯諾傾向於和談而非暴力，他獲得了「the Gentle Don」或「the Docile Don」的綽號，與他的繼任者形成了鮮明的對比。

## 早年
布魯諾出生於意大利西西里島的維拉爾巴，小時候移民到美國，與他的兄弟Vito一起在南費城定居。他是鑄造工人的兒子，在費城的費爾頓維爾北第六街4341號開了一間小型食品店。安傑洛在店裡幫父親做事，直到1922年，12歲的他第一次上學校，但只上了幾年學，就從南費城高中退學，在費城帕斯楊克廣場的第八街和安寧街（Annin Streets）開了自己的食品店。布魯諾是紐約甘比諾犯罪家族老大卡羅·甘比諾的親信。與布魯諾同住的是黑幫John Simone的一名表兄弟。布魯諾放棄了Annaloro這個名字，使用他外祖母的娘家姓布魯諾（Bruno）取而代之。他加入費城黑手黨的擔保人是Michael Maggio，Maggio是一位全國知名的被定罪殺人犯，也是M. Maggio乳酪公司的創始人（後來被克勞利食品公司收購）。
布魯諾從1931年開始與他的青梅竹馬女友Assunta "Sue" Bruno（娘家姓Maranca；1913年-2007年）結婚，直到他去世為止。他們有兩個孩子，Michael和Jean。布魯諾在新澤西州的特倫頓擁有一間滅蟲公司，在佛羅里達州的海厄利亞擁有一間鋁製品公司，並在古巴夏灣拿的廣場酒店擁有股份。布魯諾的第一次被捕是在1928年，原因是魯莽駕駛。隨後被捕的罪名包括違反槍支規定、經營非法酒精蒸餾器、非法賭博和接收贓物。

## 家族領袖
1959年，布魯諾接替約瑟·艾達成為費城犯罪家族的老大。在接下來的20年裡，布魯諾成功地避開了媒體和執法部門的嚴密審查，也避開了困擾其他犯罪家族的暴力事件。布魯諾本人盡管多次被捕，但還是避開了漫長的牢獄之災；他最長的刑期是因拒絕在大陪審團面前作證而被判入獄兩年。布魯諾禁止家族參與毒品販運，他更傾向於從事傳統的美國黑手黨活動，例如博彩賭注和放高利貸。然而，布魯諾確實準許其他幫派在費城分銷海洛因，以獲得收益分成。這種安排激怒了一些想要分享毒品交易利潤的家族成員。
比起謀殺，布魯諾更傾向於透過賄賂來進行管理。例如，他在被指控犯有過失殺人罪後，將暴力的手下尼科德莫·史卡弗流放到當時的新澤西州大西洋城的落後地區。
根據西西里島黑手黨告密人多瑪索·布西達的說法，國營石油公司埃尼的爭議性總裁恩里科·馬太在布魯諾的要求下被殺掉，因為馬太的政策損害了美國在中東的重要利益。

## 造反與逝世
1980年3月21日，69歲的布魯諾坐在他位於南費城第10街與史奈德大道（Snyder Avenue）交叉口附近的家門口的汽車裡，被散彈槍射中後腦死亡。他的司機約翰·史丹發受傷。據信，這次殺人事件是布魯諾的顧問安東尼奧·卡波尼格羅下令的。幾周後，卡波尼格羅的屍體在布朗克斯的一輛汽車的行李箱裡被發現，他被打得遍體鱗傷，而且全身赤裸。據報道，黑手黨委員會曾下令謀殺卡波尼格羅，因為他未經他們的批准就刺殺了布魯諾。參與謀殺布魯諾的其他費城犯罪家族成員都遭到酷刑和殺害。
布魯諾被殺的事件引發了費城的黑幫戰爭，在接下來的4年裡，這場戰爭奪去了20多條人命，其中包括繼任老大菲利普·特斯塔和他的兒子萨尔瓦托雷·特斯塔。
2016年2月，作家兼歷史學家Celeste Morello開始嘗試將布魯諾的住宅指定為歷史地標。2016年3月，一個歷史地標咨詢委員會裁定反對這項請求。

## 流行文化
2015年電影《大時代》中由查茲·帕明泰瑞飾演布魯諾。2019年電影《愛爾蘭人》中由夏菲·基圖飾演布魯諾。

## 延伸閱讀
- Blood and Honor: Inside the Scarfo Mob - The Mafia's Most Violent Family by George Anastasia, 2003, ISBN 0-940159-86-4
- Bureau of Narcotics, U.S. Treasury Department, "Mafia: the Government's Secret File on Organized Crime", HarperCollins Publishers 2007 ISBN 0-06-136385-5
- Morello, Celeste Anne. Book One Before Bruno: The History of the Mafia and La Cosa Nostra in Philadelphia. Publication date: 4/28/2000, ISBN 9780967733418
- Morello, Celeste Anne. Book Two Before Bruno: The History of the Philadelphia Mafia, 1931-1946. Publication date: 11/28/2001, ISBN 9780967733425
- Morello, Celeste Anne. Book Three Before Bruno and How He Became Boss: The History of the Philadelphia Mafia, Book 3--1946-1959. Publication date: 8/28/2005, ISBN 9780977053209

## 外部連結
- American Mafia's brief history of the Mafion sentencea in Philadelphia （页面存档备份，存于）
- 在Find a Grave上的安傑洛·布魯諾